# Siriella wolffi
Siriella wolffi är en kräftdjursart som beskrevs av O. Tattersall 1961. Siriella wolffi ingår i släktet Siriella och familjen Mysidae. Inga underarter finns listade i Catalogue of Life.